# Helioceratop
L'helioceratop (Helioceratops) és un gènere de dinosaure neoceratopsi que va viure al Cretaci mitjà en el que avui en dia és la Xina. L'espècie tipus, H. brachygnathus, fou descrita l'any 2009 per un grup de paleontòlegs liderat per Jin Liyong. L'helioceratop fou descobert a la formació de Quantou a la província Jilin, a l'est de la Xina.